# Seznam zápasů švýcarské fotbalové reprezentace na Mistrovství Evropy
Švýcarská fotbalová reprezentace byla celkem 5x na mistrovstvích Evropy ve fotbale a to v letech 1996, 2004, 2008, 2016, 2021.
- Aktualizace po ME 2021 - Počet utkání - 18 - Vítězství - 3x - Remízy - 4x - Prohry - 11x

| Číslo | Soupeř      | Výsledek                      | ME      | Fáze turnaje       | Góly Švýcarska                       |
| ----- | ----------- | ----------------------------- | ------- | ------------------ | ------------------------------------ |
| 1.    | Anglie      | 1 – 1                         | ME 1996 | základní skupina A | Kubilay Türkyilmaz (penalta)         |
| 2.    | Nizozemsko  | 0 – 2                         | ME 1996 | základní skupina A | Ne                                   |
| 3.    | Skotsko     | 0 – 1                         | ME 1996 | základní skupina A | Ne                                   |
| 4.    | Chorvatsko  | 0 – 0                         | ME 2004 | základní skupina B | Ne                                   |
| 5.    | Anglie      | 0 – 3                         | ME 2004 | základní skupina B | Ne                                   |
| 6.    | Francie     | 1 – 3                         | ME 2004 | základní skupina B | Johan Vonlanthen                     |
| 7.    | Česko       | 0 – 1                         | ME 2008 | základní skupina A | Ne                                   |
| 8.    | Turecko     | 1 – 2                         | ME 2008 | základní skupina A | Hakan Yakin                          |
| 9.    | Portugalsko | 2 – 0                         | ME 2008 | základní skupina A | Hakan Yakin (1 + 1 penalta)          |
| 10.   | Albánie     | 1 – 0                         | ME 2016 | základní skupina A | Fabian Schär                         |
| 11.   | Rumunsko    | 1 – 1                         | ME 2016 | základní skupina A | Admir Mehmedi                        |
| 12.   | Francie     | 0 – 0                         | ME 2016 | základní skupina A | Ne                                   |
| 13.   | Polsko      | 1 – 1 (PP) na penalty (4 – 5) | ME 2016 | osmifinále         | Xherdan Shaqiri                      |
| 14.   | Wales       | 1 – 1                         | ME 2021 | základní skupina A | Breel Embolo                         |
| 15.   | Itálie      | 0 – 3                         | ME 2021 | základní skupina A | Ne                                   |
| 16.   | Turecko     | 3 – 1                         | ME 2021 | základní skupina A | Haris Seferović, 2x Xherdan Shaqiri  |
| 17.   | Francie     | 3 – 3 (PP) na penalty (5 – 4) | ME 2021 | osmifinále         | 2x Haris Seferović, Mario Gavranović |
| 18.   | Španělsko   | 1 – 1 (PP) na penalty (1 – 3) | ME 2021 | čtvrtfinále        | Xherdan Shaqiri                      |